# Juigné-sur-Sarthe
Pour les articles homonymes, voir Juigné.
Juigné-sur-Sarthe est une commune française, située dans le département de la Sarthe en région Pays de la Loire, peuplée de 1 142 habitants (les Juignéens).
La commune fait partie de la province historique du Maine.

## Géographie

### Communes limitrophes
| Auvers-le-Hamon  | Auvers-le-Hamon   | Asnières-sur-Vègre |
| Sablé-sur-Sarthe | Juigné-sur-Sarthe | Avoise             |
| Sablé-sur-Sarthe | Solesmes          | Solesmes           |

### Géologie
La commune repose sur le bassin houiller de Laval daté du Culm, du Viséen supérieur et du Namurien (daté entre -346 et -315 millions d'années).

### Climat
Pour des articles plus généraux, voir Climat des Pays de la Loire et Climat de la Sarthe.
En 2010, le climat de la commune est de type climat océanique altéré, selon une étude du CNRS s'appuyant sur une série de données couvrant la période 1971-2000. En 2020, Météo-France publie une typologie des climats de la France métropolitaine dans laquelle la commune est exposée à un climat océanique et est dans la région climatique  Moyenne vallée de la Loire, caractérisée par une bonne insolation (1 850 h/an) et un été peu pluvieux. 
Pour la période 1971-2000, la température annuelle moyenne est de 11,5 °C, avec une amplitude thermique annuelle de 14,2 °C. Le cumul annuel moyen de précipitations est de 692 mm, avec 11,7 jours de précipitations en janvier et 6,5 jours en juillet. Pour la période 1991-2020, la température moyenne annuelle observée sur la station météorologique de Météo-France la plus proche, sur la commune de Saint-Loup-du-Dorat à 10 km à vol d'oiseau, est de 12,2 °C et le cumul annuel moyen de précipitations est de 760,0 mm,. Pour l'avenir, les paramètres climatiques de la commune estimés pour 2050 selon différents scénarios d'émission de gaz à effet de serre sont consultables sur un site dédié publié par Météo-France en novembre 2022.

## Urbanisme

### Typologie
Au 1er janvier 2024, Juigné-sur-Sarthe est catégorisée commune rurale à habitat dispersé, selon la nouvelle grille communale de densité à sept niveaux définie par l'Insee en 2022.
Elle est située hors unité urbaine. Par ailleurs la commune fait partie de l'aire d'attraction de Sablé-sur-Sarthe, dont elle est une commune de la couronne,. Cette aire, qui regroupe 39 communes, est catégorisée dans les aires de moins de 50 000 habitants,.

### Occupation des sols
L'occupation des sols de la commune, telle qu'elle ressort de la base de données européenne d’occupation biophysique des sols Corine Land Cover (CLC), est marquée par l'importance des territoires agricoles (80,1 % en 2018), en diminution par rapport à 1990 (82 %). La répartition détaillée en 2018 est la suivante : 
terres arables (44,9 %), prairies (27 %), forêts (15,8 %), zones agricoles hétérogènes (8,2 %), zones urbanisées (2,3 %), zones industrielles ou commerciales et réseaux de communication (1,9 %). L'évolution de l’occupation des sols de la commune et de ses infrastructures peut être observée sur les différentes représentations cartographiques du territoire : la carte de Cassini (XVIIIe siècle), la carte d'état-major (1820-1866) et les cartes ou photos aériennes de l'IGN pour la période actuelle (1950 à aujourd'hui).

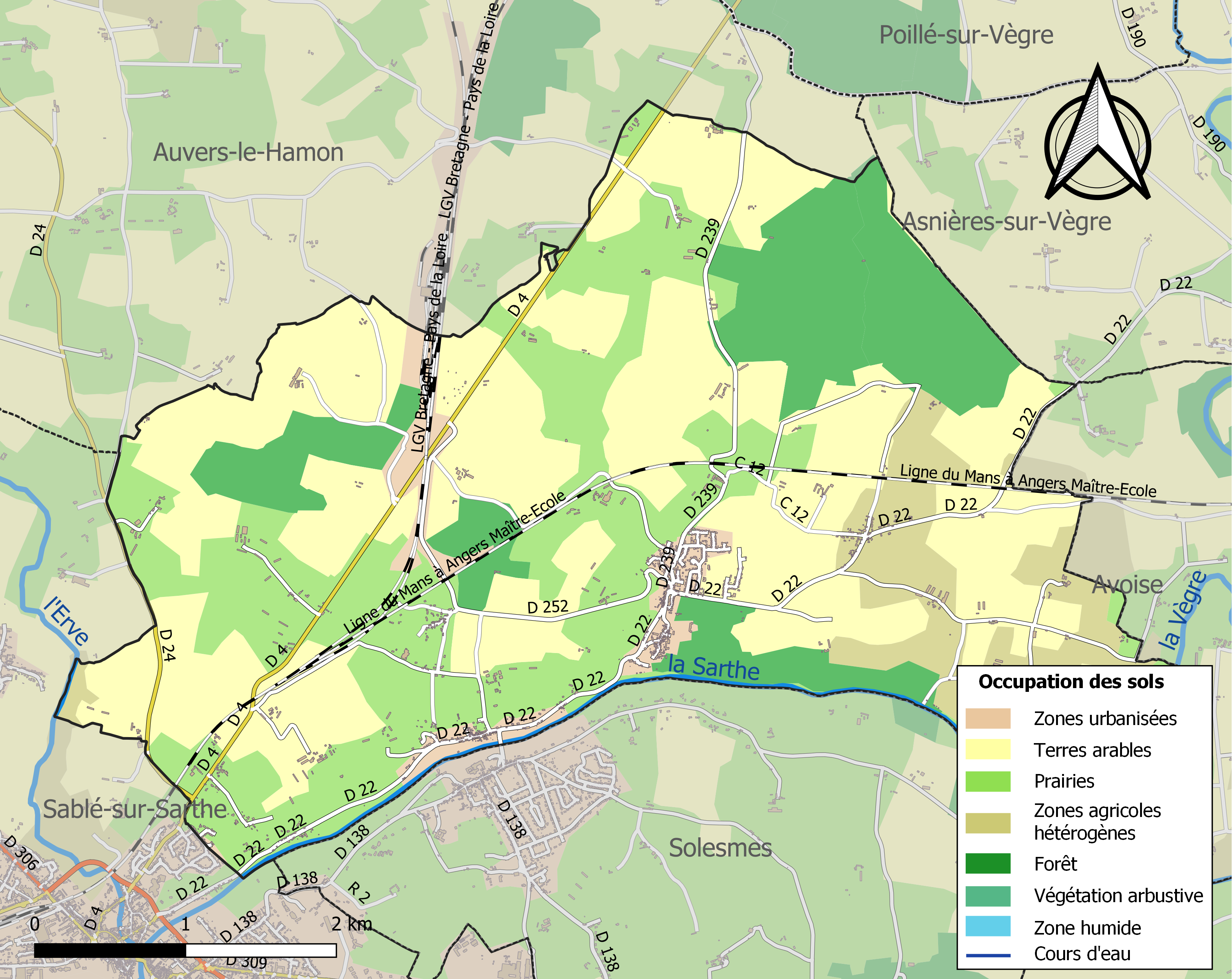
Carte des infrastructures et de l'occupation des sols de la commune en 2018 (CLC).

## Toponymie
D'après J.R. PESCHE, dictionnaire topographique de la Sarthe, volume second de 1834, édité chez Monnoyer imprimeur du Roi au MANS, page 563, le nom de la localité Juigné remonterait au temps des Romains: Juniacum, Juvinarium tiré de la racine latine juvenis: jeune ou  nouveau. Il donne une deuxième acception Jove (Jovis): Jupiter et ignis le feu (juveigne).

## Histoire

### Moyen Âge et temps modernes
Juigné-sur-Sarthe est d'abord une seigneurie, une chatellenie, puis une baronnie et enfin un marquisat.
Le nom de Mathurin (ou Macé II) de Quatre-Barbes, né vers 1250 et mort après 1293, est connu comme celui du premier seigneur de Juigné, et celui des Le Clerc, issus de leurs prédécesseurs, les seigneurs Poussin et Lessilé. La famille Le Clerc se maintient plusieurs siècles sur ces lieux, à partir du XIVe siècle, et même pendant la Révolution. Elle s'allie aux Durfort Civrac: mariage de Colette Le Clerc de Juigné, fille de Jacques Le Clerc marquis de Juigné et de Madeleine Schneider, en 1926, avec Armand de Durfort Civrac. Leur fils Jacques-Henri sera élu maire de Juigné de 1965 à 1983 et de 1989 à 2001.
Certains membres de la famille Le Clerc ont un parcours singulier. Jean III Le Clerc, protégé par l'édit de Nantes (1598), se tourne vers le protestantisme, son arrière petit-fils, Jacques, baron de Juigné, Champagne et de La Lande, doit renier cette religion après la révocation de l'édit de Nantes du 18 octobre 1685. Entretemps, les terres sont devenues baronnie du temps de Georges, petit-fils de Jean III Le Clerc et père de Jacques cités ci-desssus. Georges Le Clerc obtint son titre par lettres patentes en 1647, ses biens étant réunis à ceux la chatellenie de la Champagne Hommet (Avoise). À dater du 17 mars 1762, les terres se muent en marquisat. À cette date, c'est Jacques Gabriel Le Clerc, député aux États généraux de 1789, ministre de France en Russie, qui le premier bénéficie du titre de marquis de Juigné.

### Époque contemporaine
L'exploitation des houillères locales favorise le développement de l'activité chauffournière dans la région au XIXe siècle. La dernière mine de charbon de Juigné (la Sanguinière), exploitée par la société Kodak-Pathé, ferme en 1950.

Les houillères de Juigné-sur-Sarthe.
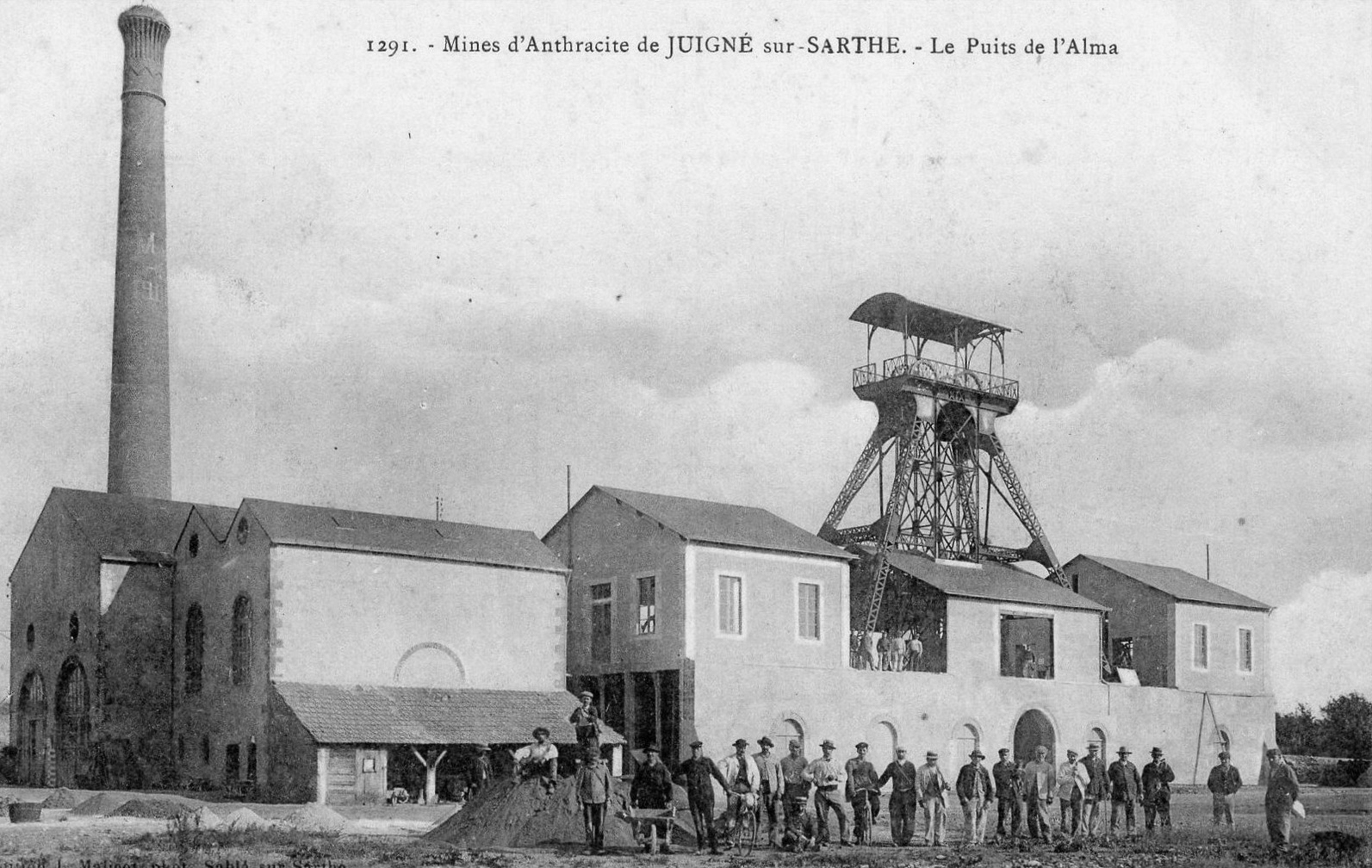
Puits de l'Alma.
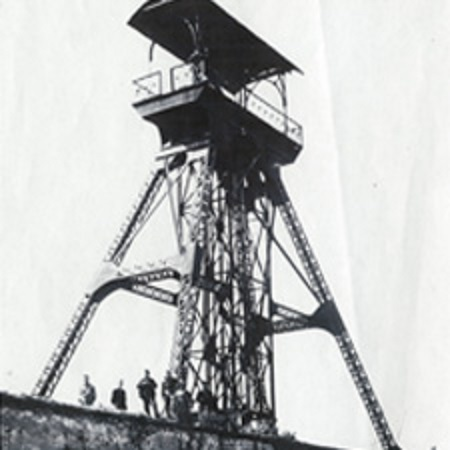
Chevalement de l'Alma.
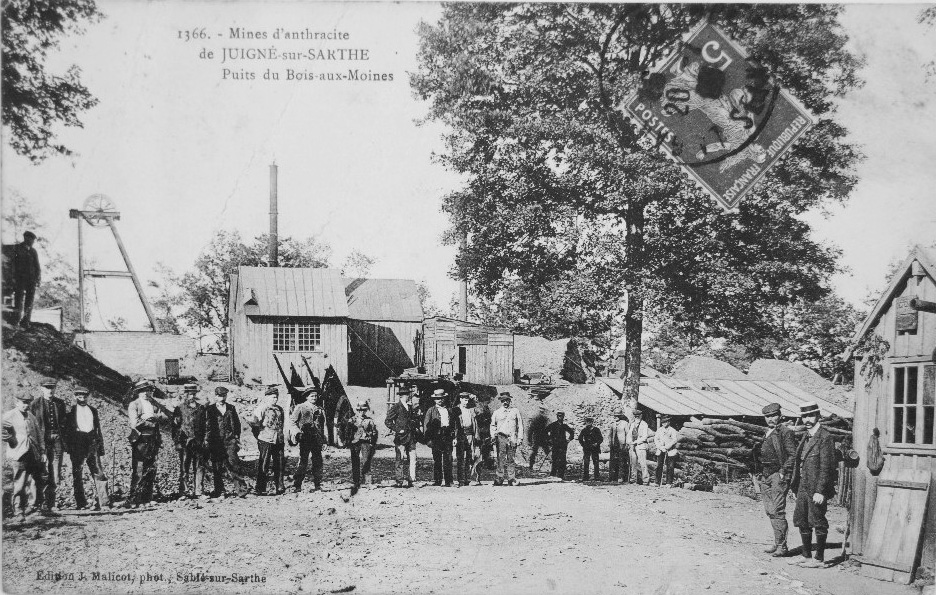
Puits du Bois-aux-Moines.

## Politique et administration

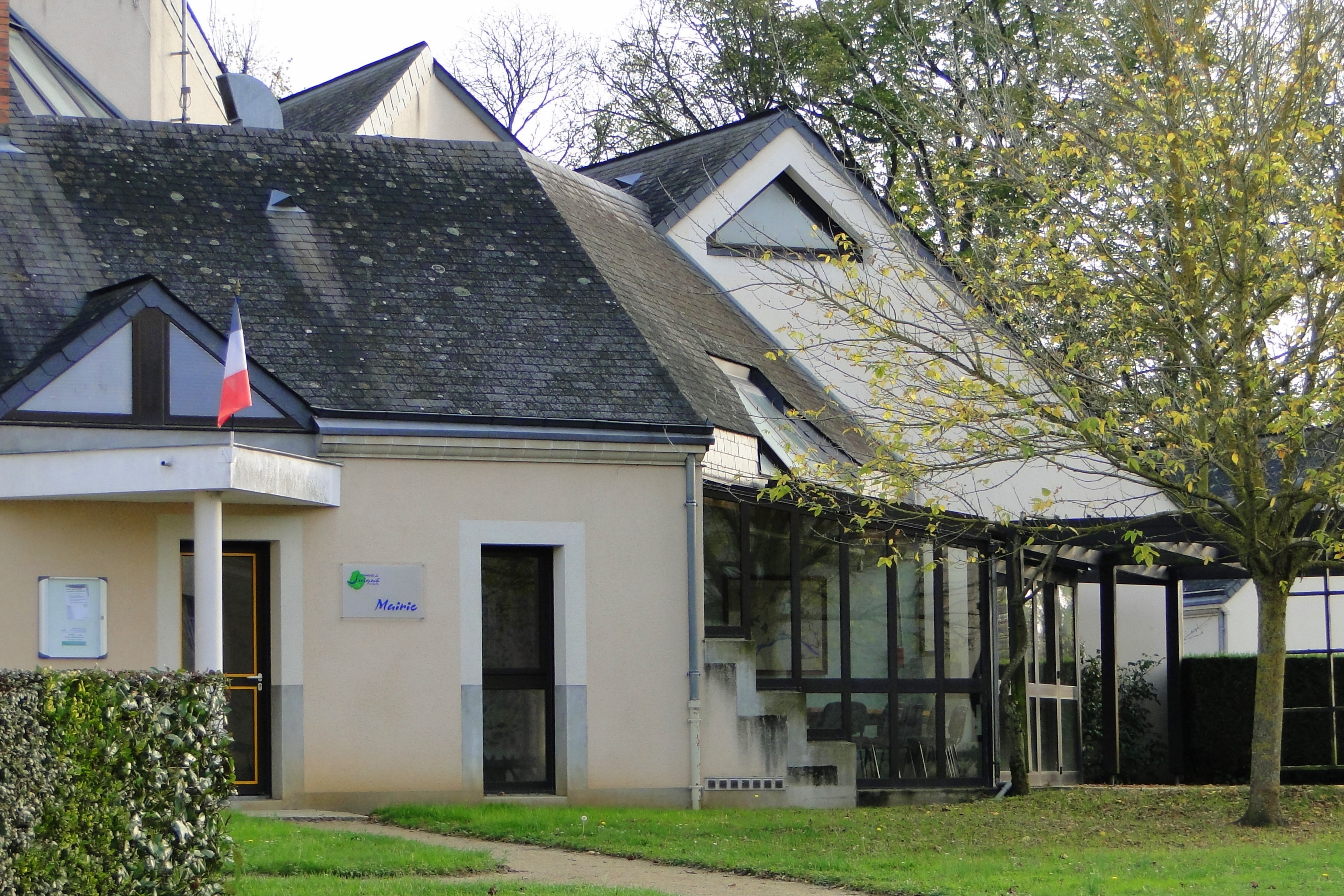
La mairie.

### Administration municipale
| Période                                  | Période   | Identité                                      | Étiquette | Qualité |
| ---------------------------------------- | --------- | --------------------------------------------- | --------- | --- |
| 1900                                     | 1944      | Jacques de Juigné                             |           | Propriétaire-exploitant |
| 1944                                     | 1945      | Émile Chaudemanche                            |           | Artisan |
| Les données manquantes sont à compléter. |           |                                               |           | |
| 1965                                     | 1983      | Jacques-Henri de Durfort-Civrac, duc de Lorge |           | |
| 1983                                     | 1989      | Gilbert Busson                                |           | |
| 1989                                     | mars 2001 | Jacques-Henri de Durfort-Civrac, duc de Lorge |           | |
| mars 2001                                | En cours  | Daniel Chevalier                              | LR        | Conseiller pédagogique Conseiller départemental du canton de Sablé-sur-Sarthe (depuis 2015) Président de la communauté de communes (depuis 2020) |
| Les données manquantes sont à compléter. |           |                                               |           | |

### Jumelages
Tsangarada (el) (Grèce).

## Population et société

### Démographie
L'évolution du nombre d'habitants est connue à travers les recensements de la population effectués dans la commune depuis 1793. Pour les communes de moins de 10 000 habitants, une enquête de recensement portant sur toute la population est réalisée tous les cinq ans, les populations de référence des années intermédiaires étant quant à elles estimées par interpolation ou extrapolation. Pour la commune, le premier recensement exhaustif entrant dans le cadre du nouveau dispositif a été réalisé en 2005.

En 2022, la commune comptait 1 142 habitants, en évolution de −1,21 % par rapport à 2016 (Sarthe : −0,25 %, France hors Mayotte : +2,11 %).
| 1793 | 1800 | 1806 | 1821  | 1831  | 1836  | 1841  | 1846  | 1851  |
| ---- | ---- | ---- | ----- | ----- | ----- | ----- | ----- | ----- |
| 859  | 807  | 813  | 1 017 | 1 024 | 1 011 | 1 117 | 1 210 | 1 309 |

| 1856  | 1861  | 1866  | 1872  | 1876  | 1881  | 1886  | 1891  | 1896  |
| ----- | ----- | ----- | ----- | ----- | ----- | ----- | ----- | ----- |
| 1 302 | 1 521 | 1 519 | 1 408 | 1 488 | 1 363 | 1 362 | 1 316 | 1 248 |

| 1901  | 1906  | 1911  | 1921 | 1926 | 1931 | 1936 | 1946 | 1954 |
| ----- | ----- | ----- | ---- | ---- | ---- | ---- | ---- | ---- |
| 1 119 | 1 173 | 1 168 | 977  | 926  | 957  | 944  | 964  | 989  |

| 1962 | 1968 | 1975 | 1982 | 1990  | 1999  | 2005  | 2006  | 2010  |
| ---- | ---- | ---- | ---- | ----- | ----- | ----- | ----- | ----- |
| 958  | 904  | 820  | 797  | 1 091 | 1 167 | 1 186 | 1 169 | 1 184 |

| 2015  | 2020  | 2022  | - | - | - | - | - | - |
| ----- | ----- | ----- | - | - | - | - | - | - |
| 1 156 | 1 131 | 1 142 | - | - | - | - | - | - |

### Manifestations et festivités
- Tour de Sarthe Moto, le 1er dimanche de juillet.

### Sports
- L'Association sportive de Juigné-sur-Sarthe fait évoluer deux équipes de football en divisions de district[21].
- Un club de pétanque.

## Culture locale et patrimoine

### Lieux et monuments
- Château de Juigné, du XVIIe au XXe siècle, avec parc et chapelle, recensé à l"inventaire général du patrimoine culturel[22].
- Manoir de Vrigné, du quatrième quart du XVe siècle, classé au titre des monuments historiques en 1989[23].
- Église Saint-Martin, des XIIe, XIIIe, XVIe et XIXe siècles, partiellement inscrite au titre des monuments historiques en 1981[24],[25].
- Chapelle Notre-Dame-du-Nid, de 1939, recensée à l'inventaire général du patrimoine culturel[26].
- Logis à tourelle, du XVIIe siècle, recensé à l'inventaire général du patrimoine culturel[27].
- Polissoir déplacé dans un muret de la place de l'Église.
- Halte fluviale sur la Sarthe.
- Marbrerie Saint-Clément.
- Musée du Jouet : L'Amusant Musée, qui a fermé ses portes en 2015 et dont il ne reste plus que l'enseigne[28].
- Écluse sur la Sarthe.
- Les vestiges miniers, notamment les ruines du puits de l'Alma[29].
- Lavoir (restauré en 2008).

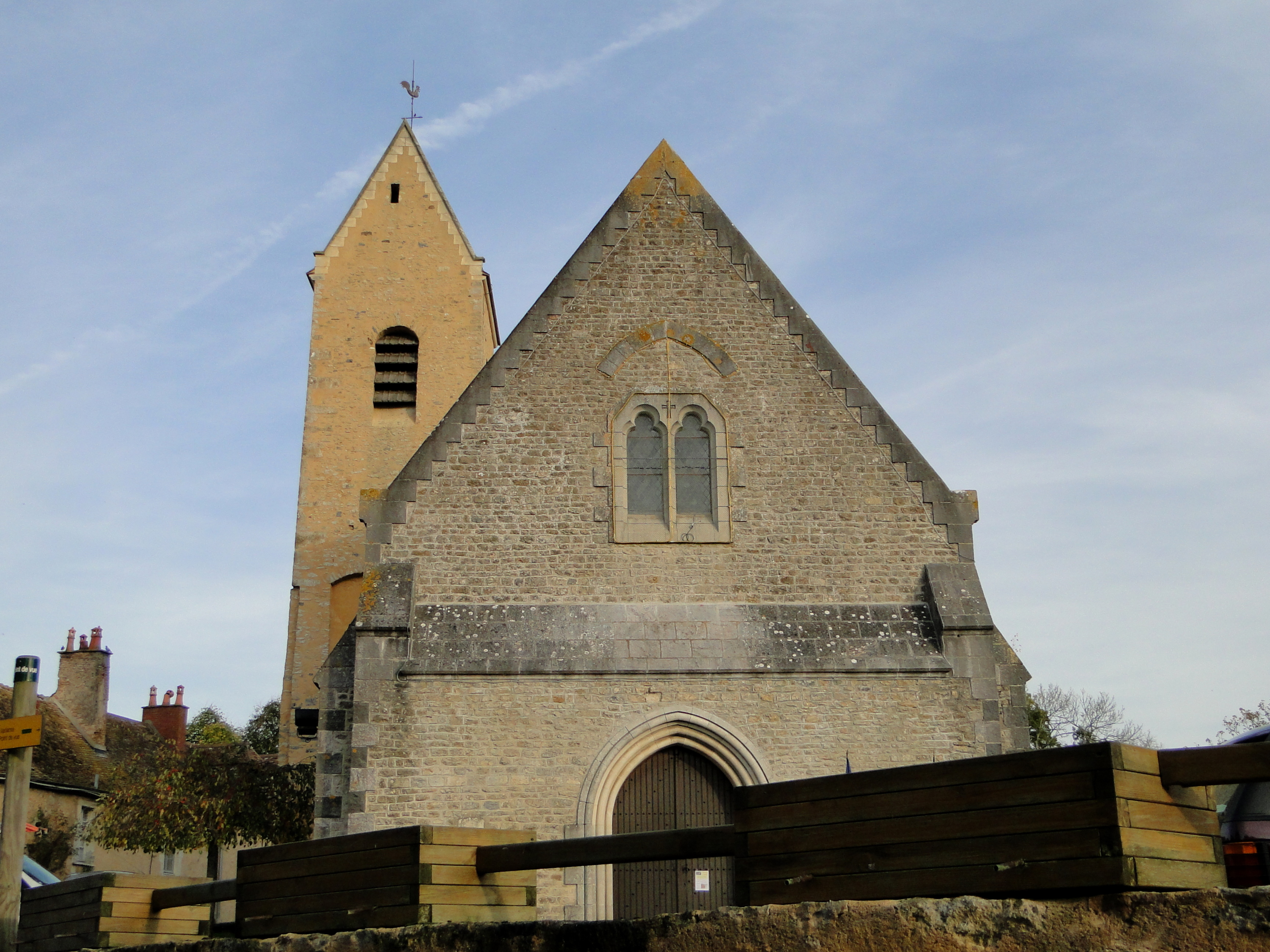
L'église Saint-Martin.
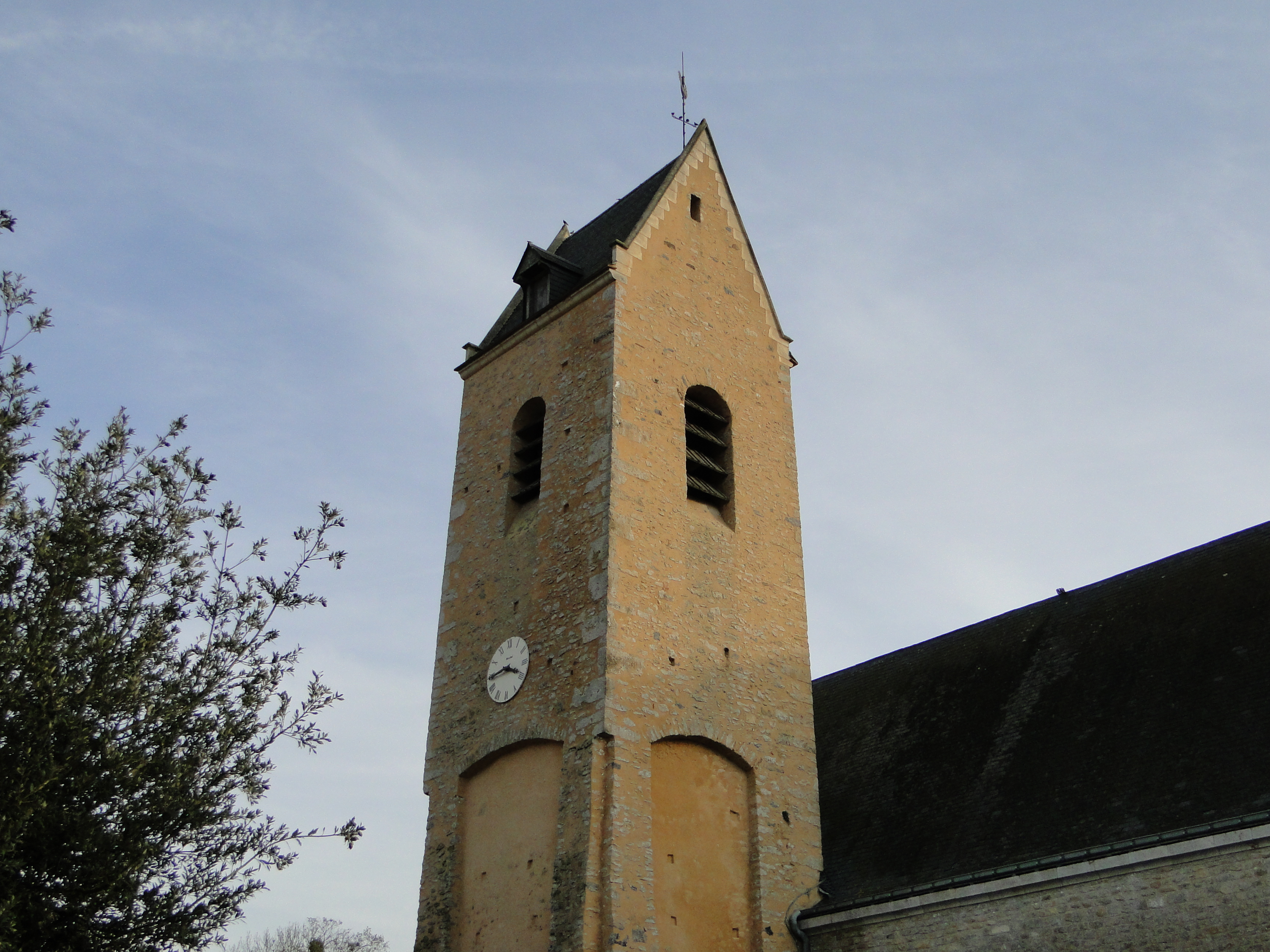
Le clocher de l'église.
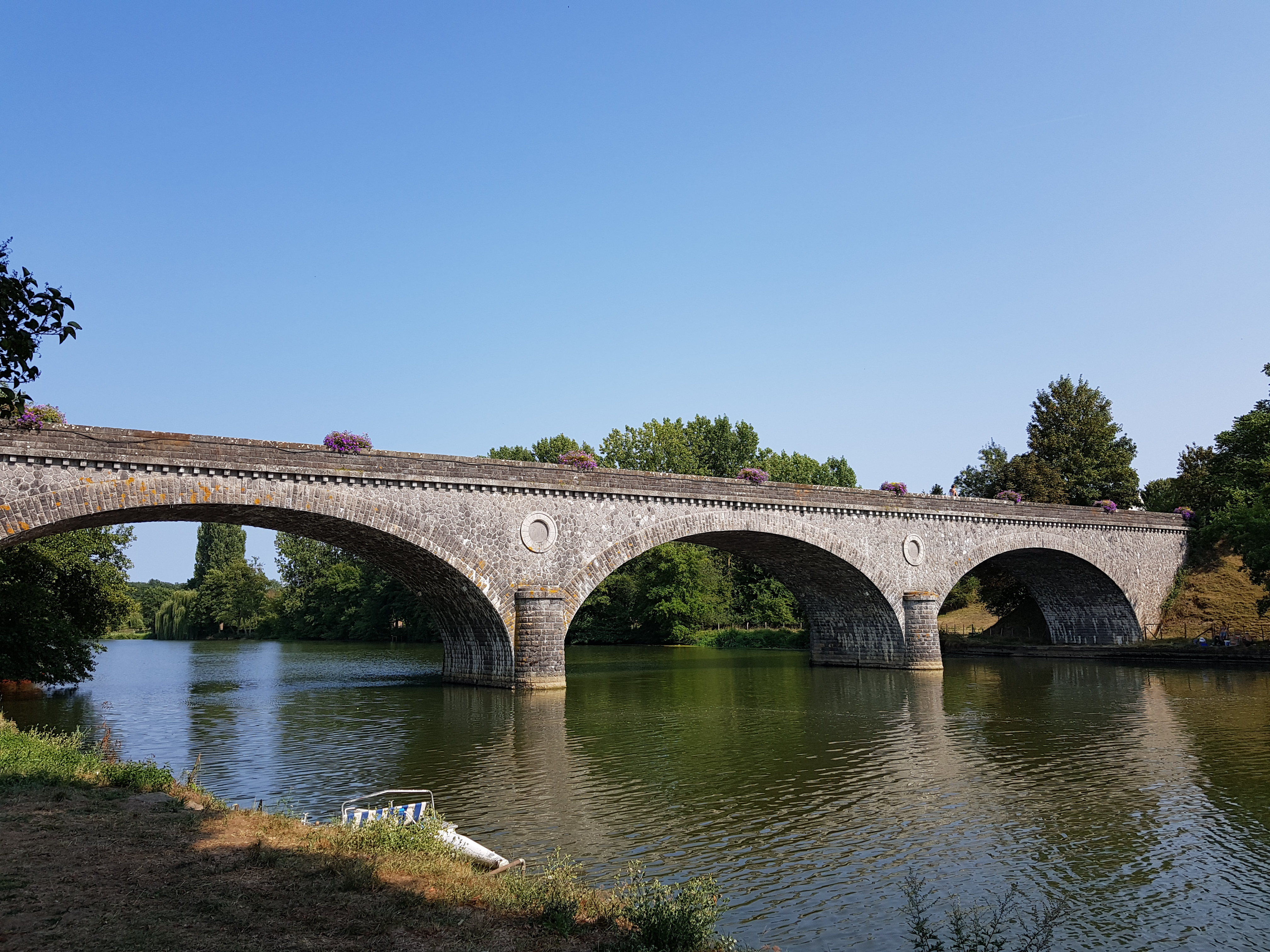
Le pont reliant le port de Juigné au bourg de Solesmes.
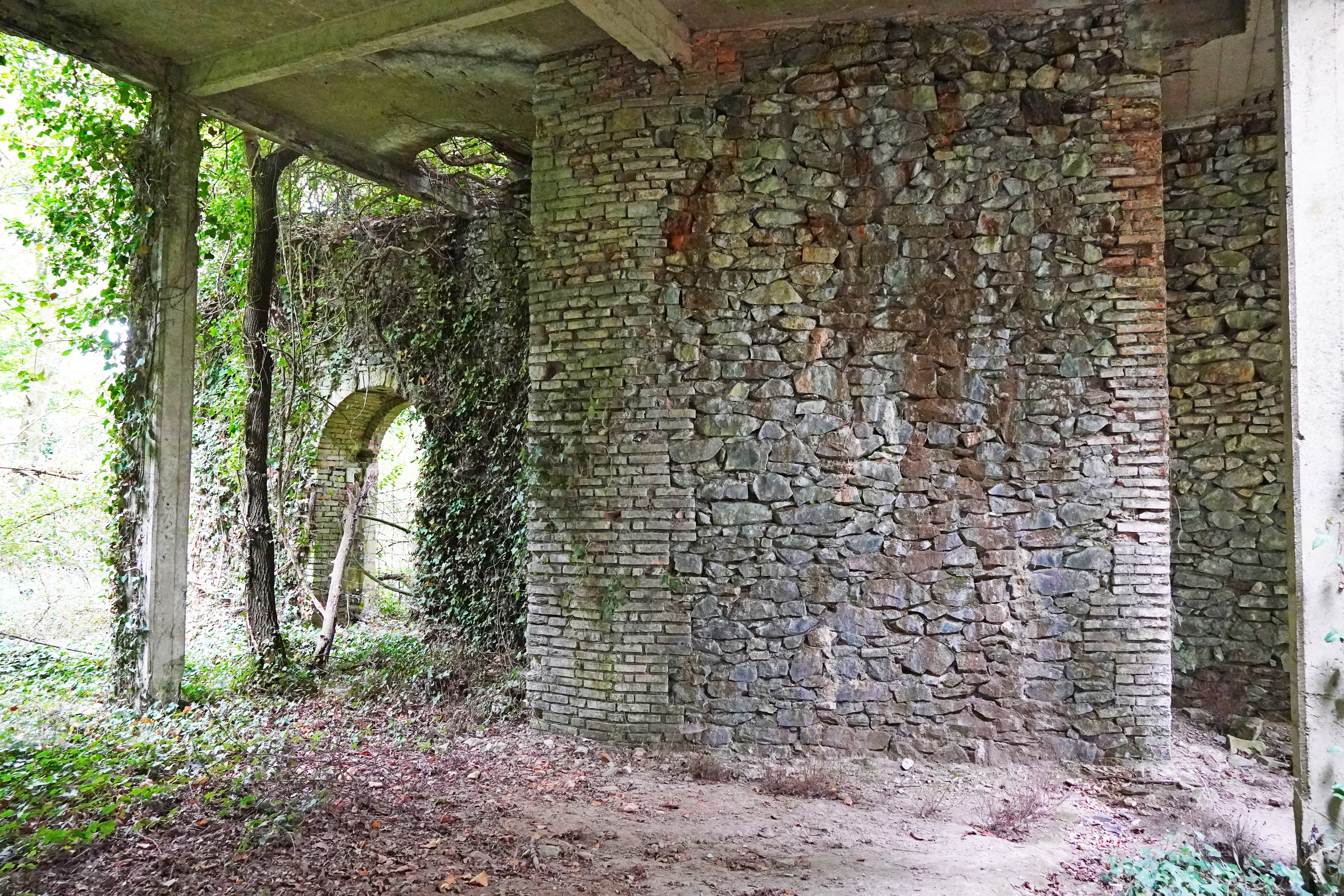
Ruines du puits de l'Alma.
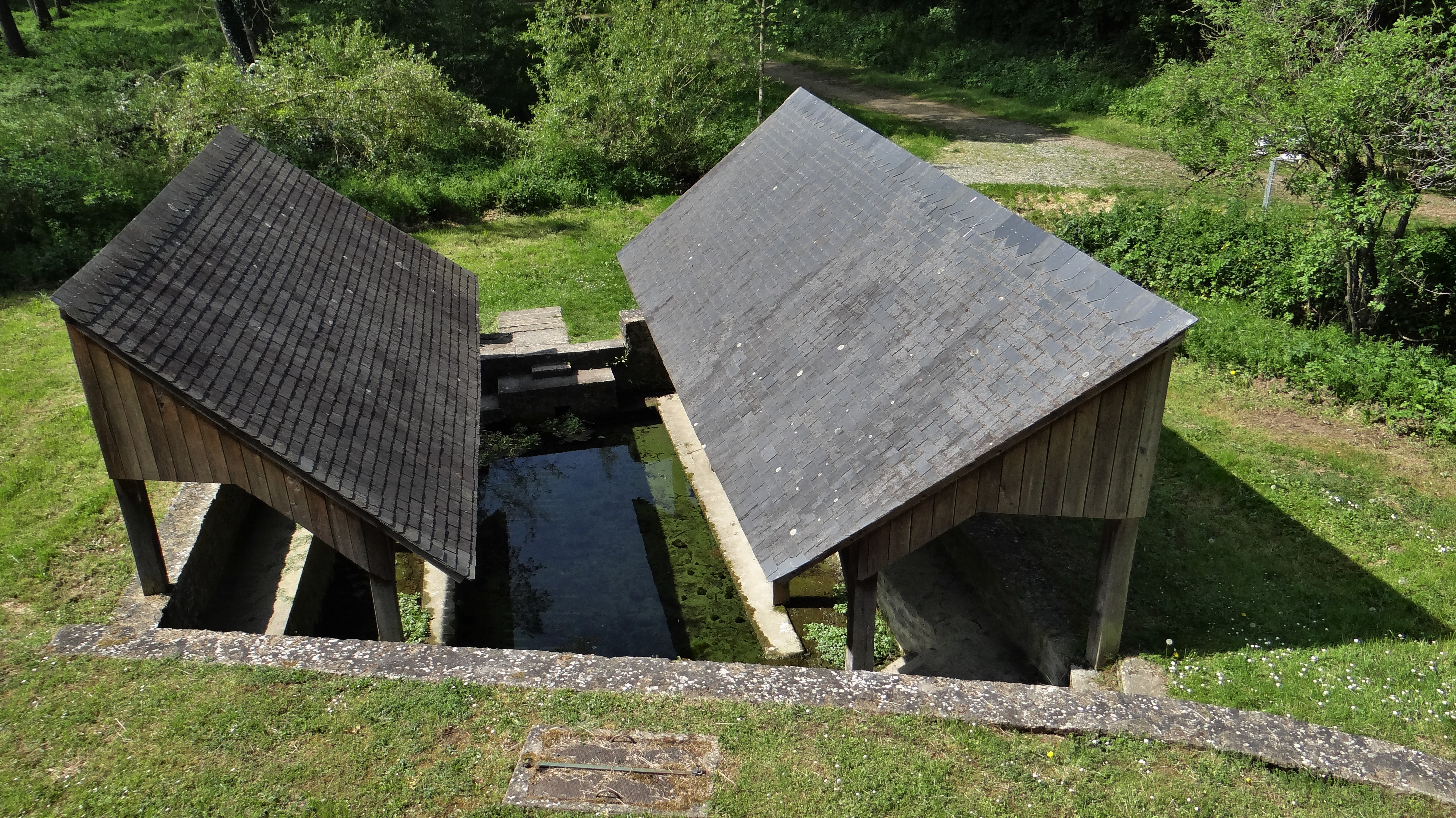
Lavoir.

### Personnalités liées à la commune
- La famille Le Clerc.
- Liste des seigneurs, barons, puis marquis de Juigné (Maine).
- Stanislas de Castellane (1875 à Juigné-sur-Sarthe - 1959), homme politique.
- Eugène Archambault, coureur cycliste né le 14 mai 1898 à Juigné-sur-Sarthe.